# Serjania grazielae
Serjania grazielae är en kinesträdsväxtart som beskrevs av G.V. Somner. Serjania grazielae ingår i släktet Serjania och familjen kinesträdsväxter. Inga underarter finns listade i Catalogue of Life.